# ニコル・グループ
ニコル・グループ（Nicole Group ）は、神奈川県横浜市を拠点として自動車ディーラーの運営、自動車関連商社、生命保険販売などを行っている企業。会長で創業者のニコ・ローレケ（Nico Röhreke ）は、日本で最も成功したドイツ人実業家のひとりである。

## グループ会社
グループ内各会社組織の独立性・独自性は多分に曖昧であるが、形式的には以下の4会社による事業に大別される。2015年10月15日付けで、全社が株式会社から合同会社に改組した。

### ニコル・レーシング・ジャパン
1977年、初めに設立されたニコル・グループの主幹会社である。自動車競技向け部品の輸入・販売会社として事業を開始し、それら競技への運営・参加にも係わった。1983年にはドイツの乗用車・アルピナの日本への輸入権を獲得し、現在まで保持している。
1993年9月には、イタリアのスーパーカー、ブガッティの日本販売総代理店ともなったが、同社は1995年に経営破綻、取り扱いも終了となった。しかしながら2005年9月、フォルクスワーゲングループの子会社として新たに設立されたブガッティ・オトモビル（フランス）の日本総代理店となり、再度日本におけるブガッティの販売に係わっていた。

### ニコル・オートモビルズ
ドイツの自動車会社、アルピナの日本総代理店として1982年9月14日に設立された。現在東京都港区と世田谷区に事業所（自動車のショールーム）がある。
アルピナが製造する乗用車の年間生産台数約1,700台のうち、25%は日本において販売されている。

### ニコル・カーズ
BMWジャパンの正規ディーラーであり1988年12月に設立された。現在、グループ従業員の過半数はこの会社に所属している。
神奈川県内において乗用車・BMWの販売店「Nicole BMW」6店舗と、乗用車・MINIの販売店4店舗を運営している。
なお、2009年にはニコル・グループの新会社としてNicole MotorCars（ニコル・モーターカーズ）が設立されており、ロールス・ロイス・モーター・カーズの正規販売代理店（ショールーム）を横浜みなとみらい地区に開設している（ロールス・ロイス・モーター・カーズ横浜）。

### ニコル・コンペティツィオーネ
2013年に設立。フェラーリの正規販売店として横浜市内にショールームとアフターサービス拠点を設けている。

### ニコル・マーケティング
1982年設立。マーケティングのほか、主に乗用車・MINI向けの部品や装飾品を扱う「MiniMania」（カリフォルニア州）の日本総代理店事業を行うなどしている。2016年6月23日付けでニコル・レーシング・ジャパンと合併した。